# Projeto Floresta do Saara

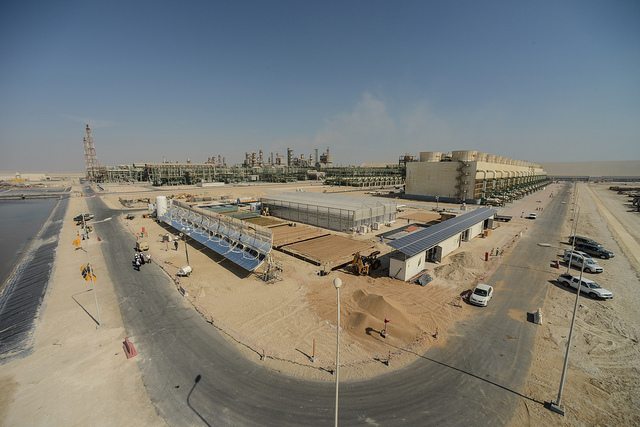
Instalação piloto do Projeto Floresta do Saara no Catar.

O Projeto Floresta do Saara (do inglês: Sahara Forest Project) visa fornecer água doce, alimentos e energia renovável em regiões quentes e áridas, bem como revegetar áreas desérticas desabitadas. A equipa fundadora foi composta por Seawater Greenhouse Ltd, Exploration Architecture, Max Fordham Consulting Engineers e Bellona Foundation.
A tecnologia proposta combina estufas arrefecidas por água salgada com tecnologias de energia solar, seja diretamente usando energia fotovoltaica (PV) ou indiretamente usando energia solar concentrada e tecnologias para revegetação de desertos. Alega-se que estas tecnologias em conjunto criarão uma fonte sustentável e rentável de energia, alimentos, vegetação e água. A escala do projeto proposto é tal que grandes quantidades de água do mar seriam evaporadas. Ao utilizar locais abaixo do nível do mar, os custos de bombeamento seriam eliminados. Foi concluído um projeto no Qatar e foram iniciados projetos-piloto na Jordânia e na Tunísia.

## Projeto-piloto no Catar
A primeira instalação piloto do Projeto Floresta do Saara foi construída no Qatar e inaugurada oficialmente em 16 de dezembro de 2012 pelo então herdeiro aparente, Sheikh Tamim bin Hamad Al Thani. Os resultados foram melhores do que o esperado. Os resultados orientaram os próximos passos, nomeadamente um centro de testes e demonstração que fornece a primeira escala comercial de toda a cadeia de valor do Projeto Floresta do Saara.

## Acordo da Jordânia
Em 22 de junho de 2014, o Projeto Floresta do Saara assinou um acordo com a Embaixada da Noruega em Amã para o estabelecimento de uma Estação de Lançamento do Projeto Floresta do Saara e atividades relacionadas na Jordânia. A Estação de Lançamento será o primeiro passo para um Centro de Projetos da Floresta do Saara em grande escala em Aqaba, na Jordânia. A Estação de Lançamento conterá uma estufa refrigerada a água salgada em combinação com tecnologias de energia solar e instalações para cultivo ao ar livre e revegetação. A fábrica do Qatar foi desmantelada em 2016 e deverá estar operacional na Jordânia em 2017, após ser embarcada.
Nem todos os relatórios sobre o projeto são otimistas. Os projetos hidropónicos a nível mundial tendem a ser excessivamente otimistas, mas há desvantagens na produção de culturas caras numa população que não tem condições de comprá-las.